# Сигма Оріона A
Сі́гма Оріо́на A чи Сігма Ori A (σ Оріона A/ σ Ori A) є  найяскравішою зорею п'ятикратної зоряної системи Сігма Оріона, що розташована у сузір'ї Оріона на відстані близько 1150 світлових років від Землі. Це синя зоря головної послідовності спектрального класу O9V з видимою зоряною величиною +4.2, в ядрі якої мають місце ядерні реакції горіння водню.
Її ефективна температура сягає 32 000°K, а світність є більшою у 35 000 раз за світність Сонця. 
Відповідно її маса рівна 18 масам Сонця. Вона також належить до переліку найяскравіших відомих зір земного неба.
Разом із зорею Сігма Оріона B, вона утворює тісну подвійну систему з періодом орбітального руху близько 170 років. Дві зорі розташовані одна від одної на відстані близько 90 а.о. Це візуально розділена система з кутом розділу близько 0.25", коли спостерігати за нею з Землі.